# Agrostis beimushanica
Agrostis beimushanica é uma espécie de gramínea do gênero Agrostis, pertencente à família Poaceae.